# Diedenshausen (Bad Berleburg)
Diedenshausen (mundartlich Dierenshause) ist einer von 23 Ortsteilen der Stadt Bad Berleburg im Kreis Siegen-Wittgenstein in Nordrhein-Westfalen, Deutschland.

## Geographie

### Lage
Diedenshausen ist etwa neun Kilometer von Bad Berleburg entfernt. Das Dorf liegt zwischen 460 und 650 Meter über dem Meeresspiegel, die es umgebenden Berge sind bis zu 674 Meter hoch.
Es liegt im Südosten des Rothaargebirges. Der Bach Elsoff fließt durch das Dorf und bildet die Grenze zu Hessen. Dahinter liegt die Siedlung Seibelsbach, die zur Gemeinde Allendorf (Eder) gehört. Somit ist Diedenshausen ein geteilter Ort.

### Nachbarorte
Über die Landesstraße 717 ist Diedenshausen mit Bad Berleburg im Westen und Wunderthausen im Norden verbunden. Die L 877 führt nach Alertshausen im Südosten.

## Geschichte

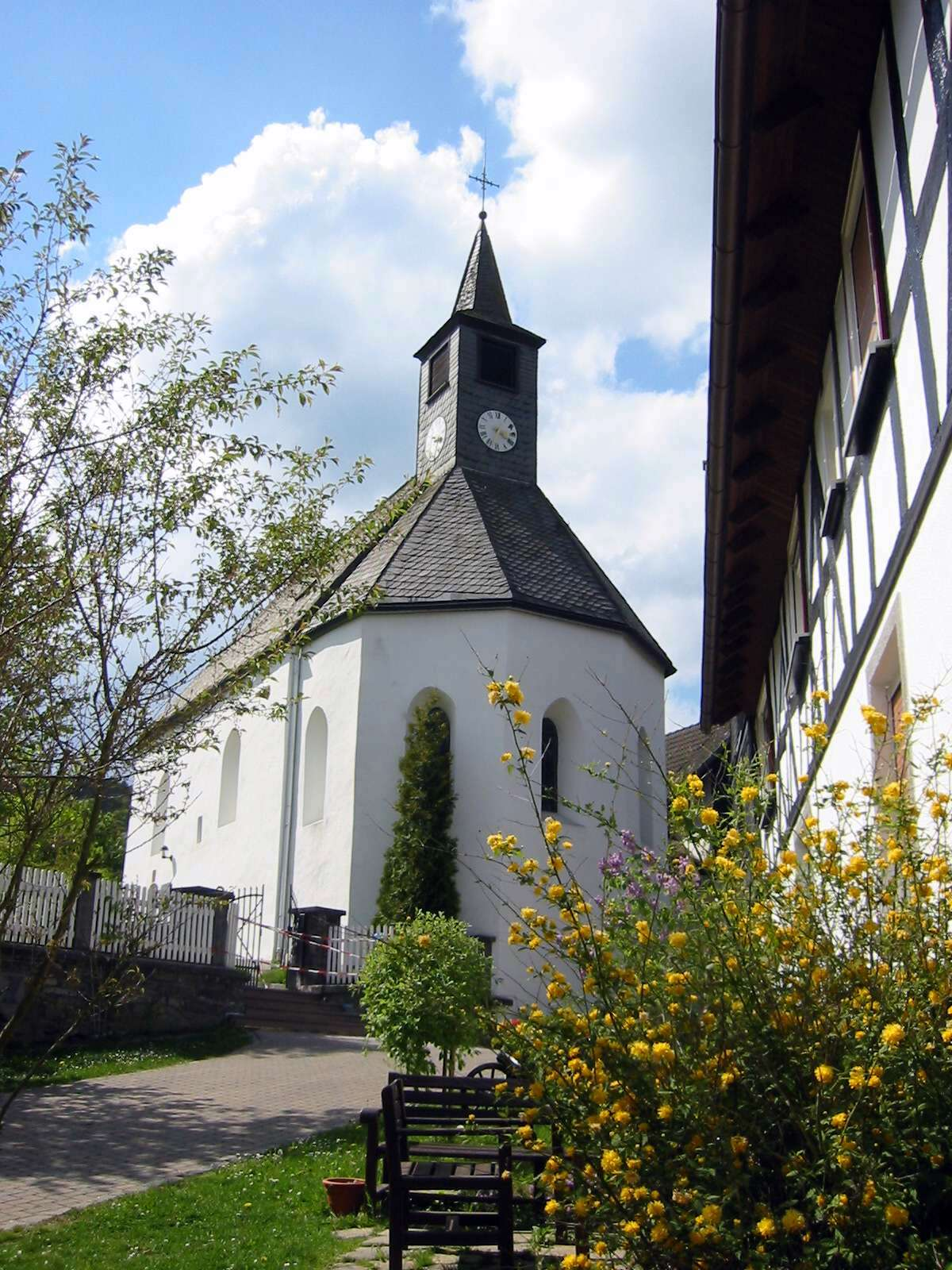
Kirche in Diedenshausen

Das Dorf wurde 1194 erstmals urkundlich als Diethennishusen erwähnt, im Rahmen einer Zeugenaussage des Ritters Godebert von Diedenshausen.
Das Rittergeschlecht derer von Diedenshausen starb etwa um 1400 aus. Als Folge verfiel das Dorf, wie viele andere aus ihrem Besitz, und wurde zu einer Wüstung.
Gegen 1500 betrieb die Familie Dersch die Wiederbesiedlung des Dorfs.
Seit 1532 ist Diedenshausen Grenzdorf, die Elsoff bildet die natürliche Grenze zwischen der Grafschaft Wittgenstein und Hessen, dann zwischen dem Königreich Preußen und dem Großherzogtum Hessen. Nach dem Zweiten Weltkrieg verlief hier auch die Demarkationslinie zwischen britischer und amerikanischer Besatzungszone.
Der Rechtsgelehrte Johannes Althusius wurde 1563 im Schulze-Haus (heutige Adresse: Zur Saale 1) geboren.
An den Folgen der Pest starben 1568 etwa 20 Bewohner des Dorfes, ungefähr ein Drittel.
Am 21. September 1632 brannte das Dorf vollständig ab.
Im Jahr 1724 wanderte Daniel Womelsdorf (* 1703, Diedenshausen, Schmitte-Haus; † 1758, Pennsylvania) als erster Diedenshäuser nach Amerika aus. Sein Sohn, John Womelsdorf, war der Gründer von Womelsdorf (Pennsylvania).
1918–1919 forderte die Spanische Grippe in Diedenshausen und dem Elsofftal zahlreiche Opfer. Das Elsofftal gehörte zu den am stärksten betroffenen Gebieten im Regierungsbezirk Arnsberg.
Am 28. Juni 1973 brannte die Kirche ab, wurde jedoch bis zum Karfreitag 1974 durch rege Mitarbeit der Bevölkerung wieder instand gesetzt.
Im Rahmen der kommunalen Neugliederung kam Diedenshausen am 1. Januar 1975 zu Bad Berleburg.
1994 feierte die Bevölkerung das 800-jährige Jubiläum Diedenshausens.
1998 wurde Diedenshausen beim Bundeswettbewerb Unser Dorf soll schöner werden, unser Dorf hat Zukunft mit einer Goldplakette ausgezeichnet. Seit 1977 hatte Diedenshausen kontinuierlich an dem Wettbewerb teilgenommen.
Am 7. März 1999 wurde das Heimathaus Diedenshausen eingeweiht. Dort wird die Geschichte des Dorfes und seiner Familien dokumentiert. Bis 2011 wurden 34 wechselnde Sonderausstellungen gezeigt.

### Einwohnerentwicklung
- 1961: 348 Einwohner[5]
- 1970: 348 Einwohner[5]
- 1974: 332 Einwohner[7]
- 2011: 375 Einwohner
- 2021: 286 Einwohner[8]
- 2023: 280 Einwohner[1]

## Politik

### Wappen
Als Wappen wird im Dorf das Wappen der Herren von Diedenshausen verwendet: eine schwarze Wolfsangel auf goldenem Grund, belegt mit drei goldenen Kleeblättern.